# Гретценбах
Гретценбах (нім. Gretzenbach) — громада  в Швейцарії в кантоні Золотурн, округ Ольтен.

## Географія
Громада розташована на відстані близько 65 км на північний схід від Берна, 39 км на північний схід від Золотурна.
Гретценбах має площу 5,8 км², з яких на 20,8% дозволяється будівництво (житлове та будівництво доріг), 41,9% використовуються в сільськогосподарських цілях, 36,2% зайнято лісами, 1,2% не є продуктивними (річки, льодовики або гори).

## Демографія
2019 року в громаді мешкало 2779 осіб (+13,5% порівняно з 2010 роком), іноземців було 24,9%. Густота населення становила 477 осіб/км².
За віковим діапазоном населення розподілялося таким чином: 22,2% — особи молодші 20 років, 60,6% — особи у віці 20—64 років, 17,2% — особи у віці 65 років та старші. Було 1139 помешкань (у середньому 2,4 особи в помешканні).
Із загальної кількості 875 працюючих 28 було зайнятих в первинному секторі, 446 — в обробній промисловості, 401 — в галузі послуг.